# 施維洛赫湖

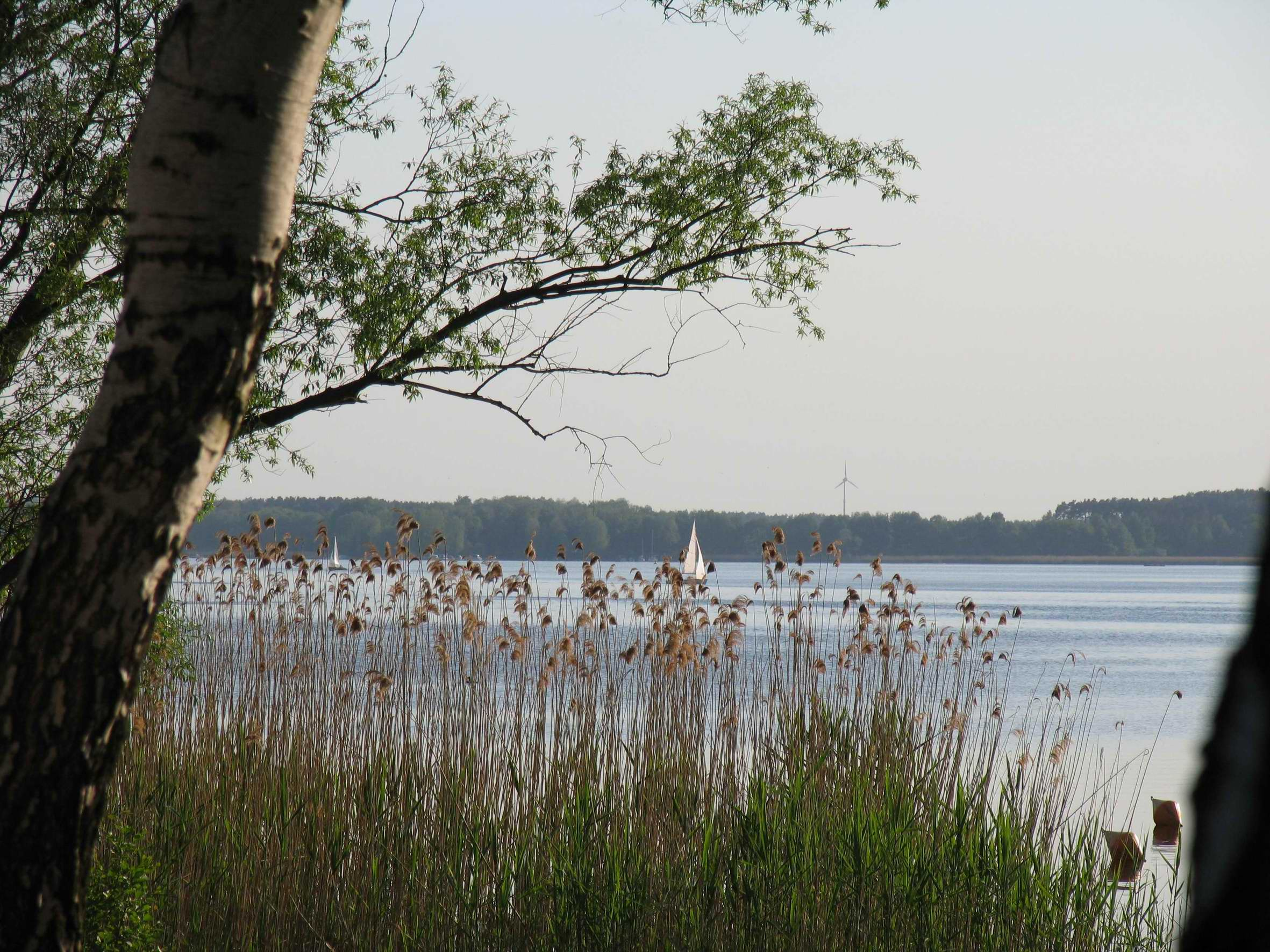

52°4′0″N 14°12′0″E / 52.06667°N 14.20000°E
施維洛赫湖（德語：Schwielochsee），是德國的湖泊，位於該國西南部，由勃蘭登堡州負責管轄，處於達默-施普雷瓦爾德縣，長10.5公里、寬2.4公里，面積13.3平方公里，海拔高度41米，平均水深8米，最大水深14米，湖岸線長度40公里。